# Kýros Vassaras
Kýros Vassaras (în greacă Κύρος Βασσάρας; n. 1 februarie 1966, Salonic, Grecia) este un fost arbitru grec de fotbal și actualul șef al Comisiei Centrale a Arbitrilor din cadrul Federației Române de Fotbal. Vassaras este poliglot, fiind capabil să vorbească greacă, germană, engleză și spaniolă.
Vassaras a devenit arbitru FIFA în 1998 și a arbitrat primul său meci internațional de seniori în 1999, un meci între Austria și San Marino. În același an a fost selectat ca unul dintre arbitrii pentru Campionatul Mondial FIFA Sub-17 din Noua Zeelandă. A fost numit arbitru de elită UEFA în 2004 și, de atunci, a arbitrat meciuri în Liga Campionilor UEFA, Campionatele Europene și Jocurile Olimpice.
În 2009, după ce a fost exclus de pe lista arbitrilor europeni care urmau să oficieze la Campionatul Mondial de Fotbal 2010 din cauza vârstei sale, a decis să se retragă complet din arbitraj.
Din iulie 2014 lucrează ca șef al Comisiei Centrale a Arbitrilor din cadrul Federației Române de Fotbal.